# Io, tu, lui e lei
Io, tu, lui e lei (Du Sie Er & Wir) è un film del 2021 diretto da Florian Gottschick.

## Trama
Dopo aver condiviso un'esperienza scambista, quattro amici si dirigono verso una spiaggia per affrontare le conseguenze di quello che è successo e cercando di confessare segreti molto profondi.

## Distribuzione
Il film è stato distribuito sulla piattaforma Netflix a partire dal 15 ottobre 2021.